# Saint-Louis
Se även Saint Louis (olika betydelser).
Saint-Louis (wolof: Ndar) är en stad i nordvästra Senegal, på en liten ö och halvö i Senegalflodens mynning i Atlanten. Staden är administrativ huvudort för regionen Saint-Louis och har lite mer än 200 000 invånare.
Staden är ett handelscentrum, och har sedan 1990 ett universitet. Berömda byggnader är ett guvernörspalats från 1700-talet och en katedral från 1828.

## Geografi och läge
Den ö i Senegalfloden på vilken Saint-Louis ligger är nästan rektangulär, 2 500 meter lång i nord-sydlig riktning och i genomsnitt 350 meter bred. För att komma till staden måste man korsa den 500 meter långa bron Pont Faidherbe. Bron byggdes ursprungligen för att korsa Donau, men fraktades hit 1897. Sex mil söder om Saint-Louis ligger fågelreservatet Djoudj, som är en viktig rastplats för flyttfåglar. 2000 blev Saint-Louis ett världsarv.

## Historia

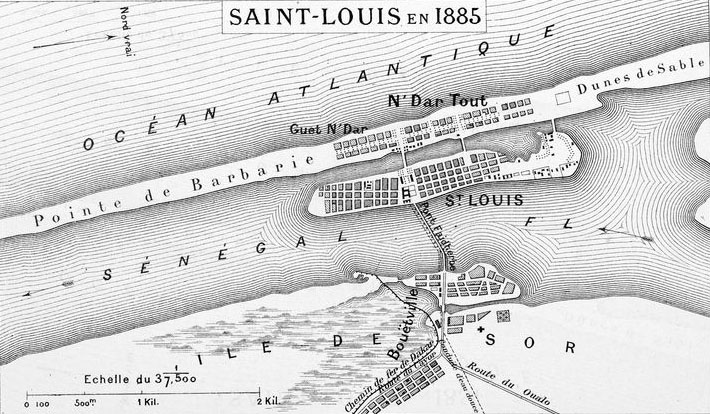
Plan över Saint-Louis (1885), med Pont Faidherbe.

Fransmännen anlade 1659 fortet Saint-Louis på en ö i Senegalfloden, som sin första stödjepunkt i Afrika. Innan européerna anlände var ön obebodd. Engelsmännen ockuperade ön vid tre tillfällen, 1693, 1779 och 1809-1817.
I början av 1800-talet hade bosättningen omkring 8 000 invånare, men från mitten av 1800-talet växte staden, och den blev franska Senegals huvudstad 1872 och Franska Västafrikas huvudstad 1895. Under denna tid utvecklades Saint-Louis till ett viktigt ekonomiskt och kulturellt centrum, kanske framför allt beroende på att det rådde fred i området. Trots detta förlorades statusen som Västafrikas huvudstad 1902, och 1957 upphörde Saint-Louis även att vara Senegals huvudstad. Det innebar att den franska militären försvann från ön, liksom den största delen av den franska befolkningen.